# Arondismentul Ribeauvillé
Arondismentul Ribeauvillé (în franceză Arrondissement de Ribeauvillé) a fost un arondisment din departamentul Haut-Rhin, regiunea Alsacia, Franța.

## Subdiviziuni

### Cantoane
- Cantonul Kaysersberg
- Cantonul Lapoutroie
- Cantonul Ribeauvillé
- Cantonul Sainte-Marie-aux-Mines

### Comune
| 1. Ammerschwihr (68005)            | 2. Aubure (68014)       | 3. Beblenheim (68023)        | 4. Bennwihr (68026)                |
| 5. Bergheim (68028)                | 6. Le Bonhomme (68044)  | 7. Fréland (68097)           | 8. Guémar (68113)                  |
| 9. Hunawihr (68147)                | 10. Illhaeusern (68153) | 11. Ingersheim (68155)       | 12. Katzenthal (68161)             |
| 13. Kaysersberg (68162)            | 14. Kientzheim (68164)  | 15. Labaroche (68173)        | 16. Lapoutroie (68175)             |
| 17. Lièpvre (68185)                | 18. Mittelwihr (68209)  | 19. Niedermorschwihr (68237) | 20. Orbey (68249)                  |
| 21. Ostheim (68252)                | 22. Ribeauvillé (68269) | 23. Riquewihr (68277)        | 24. Rodern (68280)                 |
| 25. Rombach-le-Franc (68283)       | 26. Rorschwihr (68285)  | 27. Saint-Hippolyte (68296)  | 28. Sainte-Croix-aux-Mines (68294) |
| 29. Sainte-Marie-aux-Mines (68298) | 30. Sigolsheim (68310)  | 31. Thannenkirch (68335)     | 32. Zellenberg (68383)             |